# Palazzetto Bru Zane – Centre de musique romantique française

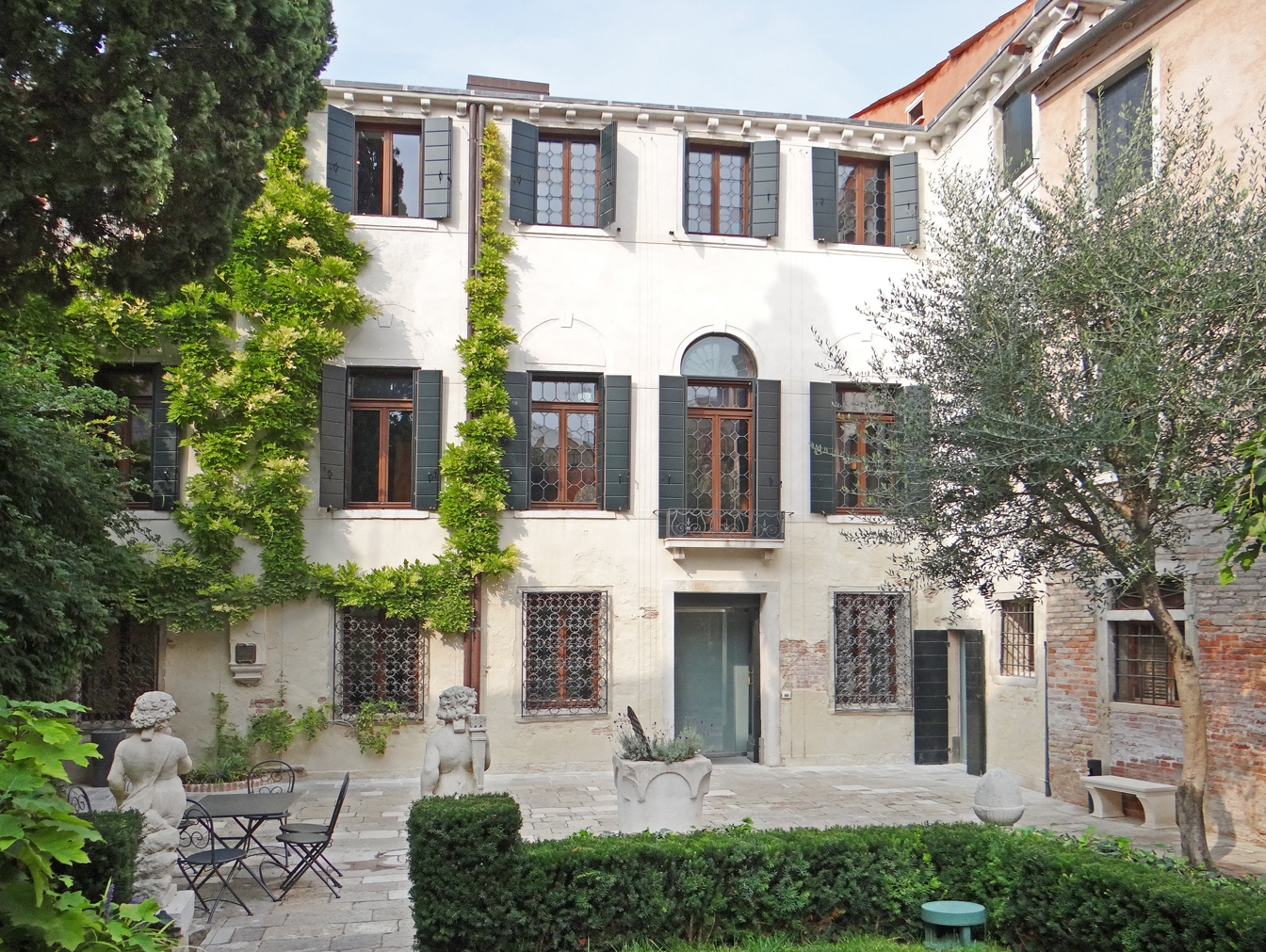
Palazzetto Bru Zane

Palazzetto Bru Zane ist der Name des Centre de musique romantique française (Zentrum für französische Musik der Romantik) sowie dessen Hauptsitzes, eines kleinen Palasts in San Polo, Venedig. Die Organisation hat sich der Förderung der Musik vergessener bzw. weniger bekannter französischer Komponisten aus der Zeit zwischen etwa 1780 und 1920 verschrieben. Die Aktivitäten der 2009 gegründeten Stiftung werden durch die Fondation Bru der französischen Ärztin und Mäzenatin Nicole Bru finanziert.

## Der Palazzetto
Zwischen 1695 und 1697 ließ Marino Zane (1639–1709) neben dem als Wohnhaus fungierenden Palazzo eine kleinere Bibliothek (nicht erhalten) und ein Casino (ital. für ‚kleines Haus, Landhaus‘; heute der Palazzetto) errichten, die seine umfangreiche Bücher- und Gemäldesammlung beherbergen sowie als Ort für Kunst und musikalische Unterhaltung der traditionsreichen Familie dienen sollten. Der Architekt Antonio Gaspari genoss weitgehende Freiheiten bei der Gestaltung des Casinos, das mit reicher Innenausstattung versehen wurde. Die Gebäude blieben hundert Jahre, bis zum Ende der Republik 1797, im Besitz der Familie Zane, die sie in den letzten Jahrzehnten an verschiedene Nutzer vermietete.
Im Jahr 2006 erwarb die Fondation Bru den Palazzetto und ließ ihn für mehrere Millionen Euro von Grund auf sanieren. Das Ziel war es, einerseits das Gebäude im Stil seiner Epoche wiederauferstehen zu lassen und andererseits einen zeitgemäßen Ort für die Musik zu schaffen. Die sechzehn Räume umfassen heute einen Konzertsaal mit bis zu hundert Plätzen und einen schalldichten Proberaum. Die aufwendigen Fresken im Salon und dem großen Treppenaufgang wurden wiederhergestellt.

## Aktivitäten der Stiftung
Die Stiftung Palazzetto Bru Zane – Centre de musique romantique française verfolgt ihre Mission durch eine große Vielfalt an Aktivitäten, die zugleich an die musikalisch interessierte Öffentlichkeit, Interpreten sowie ein musikwissenschaftliches Fachpublikum gerichtet sind. Die Arbeit der Stiftung wird neben dem Hauptsitz in Venedig auch von Paris ausgeführt und hat einen ähnlichen Ansatz wie etwa das 1987 gegründete und auf das 17. und 18. Jahrhundert spezialisierte Centre de musique baroque de Versailles.
Ein Schwerpunkt der Tätigkeit liegt auf der Veranstaltung von Konzerten, Opernaufführungen und thematisch ausgerichteten Festivals in ganz Europa und in Kanada. Hierbei wird mit verschiedenen Opern- und Konzerthäusern, Interpreten und Ensembles kooperiert. Zudem wurden Partnerschaften mit Wettbewerbsveranstaltern wie dem Concours Musical Reine Elisabeth vereinbart, um junge Künstler, die sich mit dem französischen Repertoire der Romantik befassen, zu unterstützen und ihnen Auftrittsgelegenheiten zu verschaffen.
Die wissenschaftliche Seite der Aktivitäten umfasst die regelmäßige Ausrichtung von musikwissenschaftlichen Tagungen, darunter solche in Kooperation mit der Opéra-Comique, die Veröffentlichung von Fach- und Taschenbüchern sowie die Edition von Notenausgaben und Aufführungsmaterialien. Auf Tonträger wurden zahlreiche Ersteinspielungen von französischen Opern und Instrumentalmusik veröffentlicht, teilweise mit ausführlichem Begleitbuch (siehe Publikationsreihen). Mit verschiedenen Labels bestehen Kooperationen für CD-Aufnahmen, die der Palazzetto Bru Zane unterstützt.
Komponisten, deren Werke durch den Einsatz des Palazzetto Bru Zane wieder ans Licht geholt wurden, umfassen unter anderen (nach Geburtsjahr geordnet) Étienne-Nicolas Méhul, George Onslow, Ferdinand Hérold, Félicien David, Charles-Valentin Alkan, Louis Théodore Gouvy, Théodore Dubois, Benjamin Godard, Florent Schmitt und Reynaldo Hahn. Auch Komponistinnen, etwa Louise Farrenc, Pauline Viardot-García, Marie Jaëll, Augusta Holmès und Cécile Chaminade stehen im Fokus der Aktivitäten.
Neben diesen weniger bekannten Personen werden gleichermaßen Kompositionen von bis heute berühmten Komponisten präsentiert, deren Gesamtwerke jedoch von einzelnen populären ‚Meisterwerken‘ dominiert werden; dazu zählt Musik von Charles Gounod, Camille Saint-Saëns, Jules Massenet, Claude Debussy und Paul Dukas.

## Datenbank und Internetradio
Die Bru Zane Mediabase bietet seit Anfang 2015 frei verfügbaren Zugriff auf Artikel zu Personen und Werken des französischen Musiklebens des langen 19. Jahrhunderts sowie zu diversen Themenbereichen wie musikalischen Genres, Institutionen oder dem Instrumentenbau. Eine Liste zeigt alle bisher veranstalteten Tagungen des Palazzetto Bru Zane; zahlreiche dort entstandene wissenschaftliche Artikel stehen im PDF-Format zur Verfügung. Unveröffentlichte Dokumente verschiedener Archive (die Familienarchive Baillot und Marsick sowie der Villa Medici) wurden digitalisiert und werden ebenso in der Datenbank präsentiert wie zeitgenössische Dokumente, zu denen ikonographische Quellen, Presseberichte, Libretti und Selbstzeugnisse von Komponisten gehören.
Im Mai 2016 wurde das Bru Zane Classical Radio gestartet, ein weltweit kostenfrei empfangbares Internetradio, das täglich 24 Stunden ausschließlich Musik von französischen Komponisten der – im weitesten Sinne verstandenen – Epoche der Romantik spielt.

## Publikationsreihen
- Collection Actes Sud / Palazzetto Bru Zane: Editionen von Briefen und zeitgenössischen Texten zur Musik
- Collection Opéra français (Buch+CD, bisher 42 Bände erschienen, Stand: Januar 2025)
- Collection Prix de Rome (Buch+CD, bisher fünf Bände erschienen)
- Collection Portraits (Buch+CD, bisher sechs Bände erschienen)